# Oficina del Censo de los Estados Unidos
La Oficina del Censo de Estados Unidos (en inglés: United States Census Bureau) forma parte del Departamento de Comercio de Estados Unidos. Es el organismo gubernamental que se encarga del censo de Estados Unidos. Su objetivo es dar una fuente de datos de calidad sobre la población del país y su economía.

## Historia
Desde 1790 a 1840, el censo era realizado por los alguaciles de los distritos judiciales. La Ley del Censo de 1840 estableció un organismo central temporal para su realización: la Oficina del Censo de EE. UU. (US Census Office). Siguieron leyes que realizaban nuevos censos, usualmente en intervalos de 10 años. En 1902 la Oficina del Censo pasó a depender del Departamento de Interior, y en 1903 se renombró como Oficina del Censo (US Census Boureau) dependiendo del recientemente creado Departamento de Comercio y Trabajo. La intención tras la creación del departamento era unificar distintas agencias de estadística con responsabilidades solapadas.
Por ley, la Oficina del Censo debe contabilizar a la población de cada estado de la unión en los años múltiplos de 10 y disponer de los resultados a 31 de diciembre. Hasta ahora se han realizado 23 censos federales. El último recuento fue en 2020 y el anterior en 2010. El próximo será en 2030.
Quien eluda el procedimiento se expone a una multa de 5000 dólares; hasta 1976, el infractor se arriesgaba incluso a terminar en la cárcel.

## Organización estructural y territorial
Cada oficina es dirigida por un director, asistido por un director adjunto y personal ejecutivo de la asociación de directores.
La jefatura de las oficinas del censo están situadas en 4600 Silver Hill Road, Suitland, Maryland. Hay oficinas filiales en otras 12 ciudades: Boston, Nueva York, Filadelfia, Detroit, Chicago, Kansas City, Seattle, Charlotte, Atlanta, Dallas, Denver y Los Ángeles. Estas oficinas adicionales se utilizan para facilitar los censos de la década.
La Oficina del Censo también dirige el programa cooperativo del Centro de Información del Censo (CIC), que implica a 47 organizaciones no lucrativas nacionales, regionales y locales. El objetivo del CIC es representar los intereses de las comunidades desatendidas.